# Papaikou
Papaikou is een plaats (census-designated place) in de Amerikaanse staat Hawaï, en valt bestuurlijk gezien onder Hawaï County.

## Demografie
Bij de volkstelling in 2000 werd het aantal inwoners vastgesteld op 1414.

## Geografie
Volgens het United States Census Bureau beslaat de plaats een oppervlakte van
5,3 km², waarvan 3,8 km² land en 1,5 km² water. Papaikou ligt op ongeveer 172 m boven zeeniveau.

## Plaatsen in de nabije omgeving
De onderstaande figuur toont nabijgelegen plaatsen in een straal van 20 km rond Papaikou.